# Landschaftsschutzgebiet Kleppe
Das Landschaftsschutzgebiet Kleppe ein 4,63 ha großes Landschaftsschutzgebiet (LSG) südlich von Canstein im Stadtgebiet von Marsberg. Das Gebiet wurde 2008 mit dem Landschaftsplan Marsberg durch den Kreistag des Hochsauerlandkreises als LSG ausgewiesen. Das LSG besteht aus drei Teilflächen. Im Norden geht es bis zum Dorfrand. Im Süden geht das LSG bis an die Land-, Stadt- und Kreisgrenze.

## Beschreibung
Im Landschaftsschutzgebiet Kleppe befindet sich fast nur Grünland. Das Grünland wird als Weide, meist mit Rindern, und als Mähwiese genutzt. Im Landschaftsschutzgebiet fließt die Kleppe, Hauptzufluss der Orpe. Die Kleppe ist weitgehend naturnah mit Kleinstrukturen an den Ufern und Kiesbänken auf der Sohle. Nördlich der Westfläche grenzt das Naturschutzgebiet An der Kleppwiese an.

## Schutzzweck
Die Ausweisung erfolgte zur Erhaltung, Ergänzung und Optimierung eines Grünlandbiotop-Verbundsystems in den Talauen und den Magergrünland-Gesellschaften in den Naturschutzgebieten, damit Tiere und Pflanzen Wanderungs- und Ausbreitungsmöglichkeiten behalten, und dem Erhalt der Vorkommen geschützter Vogelarten sowie dem Schutz artenreicher Pflanzengesellschaften.

## Rechtliche Rahmen
Das Landschaftsschutzgebiet Kleppe wurde als eines von 30 Landschaftsplangebieten vom Typ C, Wiesentäler und ornithologisch bedeutsames Offenland, ausgewiesen. Im Landschaftsplangebiet Marsberg gibt es auch drei Landschaftsschutzgebiete vom LSG Typ A, Allgemeiner Landschaftsschutz, wo unter anderem das Errichten von Bauten verboten ist, ferner 17 Landschaftsschutzgebiete vom LSG Typ B, Ortsrandlagen und Landschaftscharakter, wo zusätzlich Erstaufforstungen und auch die Neuanlage von Weihnachtsbaumkulturen, Schmuckreisig- und Baumschulkulturen verboten sind. Wie in den anderen 29 Landschaftsschutzgebieten vom Typ C im Landschaftsplangebiet Marsberg besteht im LSG Landschaftsschutzgebiet Kleppe zusätzlich ein Umwandlungsverbot von Grünland und Grünlandbrachen in Acker oder andere Nutzungsformen. Eine maximal zweijährige Ackernutzung innerhalb von zwölf Jahren ist erlaubt, falls damit die Erneuerung der Grasnarbe vorbereitet wird. Dies gilt als erweiterter Pflegeumbruch. Beim erweiterten Pflegeumbruch muss ein Mindestabstand von 5 m vom Mittelwasserbett eingehalten werden.